# Opper-Senegal en Niger

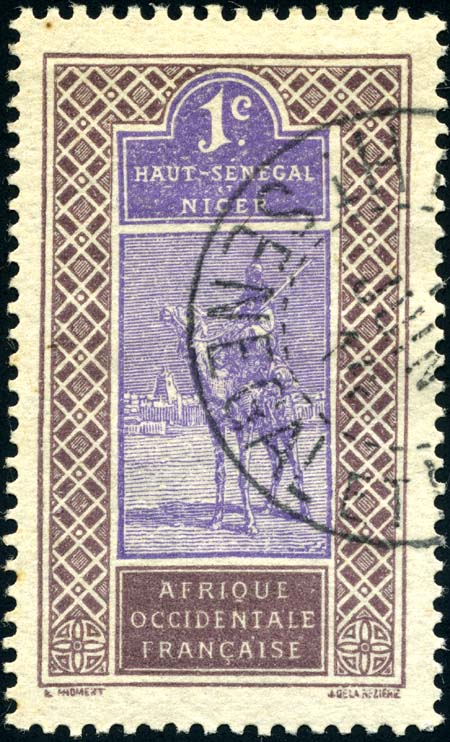
Postzegel uit Opper-Senegal en Niger

Opper-Senegal en Niger (Frans: Haut-Sénégal et Niger) was een Franse kolonie in West-Afrika en onderdeel van Frans-West-Afrika. Het gebied kwam overeen met delen van de huidige landen Niger, Mali en Burkina Faso. De kolonie werd opgericht in 1904 en kwam voort uit de kolonie Senegambia en Niger. In 1919 werd een deel van de kolonie afgesplitst voor de vorming van de kolonie Opper-Volta. Het territorium Niger was aanvankelijk ook een onderdeel van Opper-Senegal en Niger, maar werd in 1911 afgesplitst en in 1922 een kolonie. Opper-Senegal en Niger werd in 1920 hernoemd tot Frans-Soedan. 